# Зуенко, Лариса Павловна
Лариса Павловна Зуенко (в девичестве — Калина; род. 14 декабря 1959 в Карповом) — советская и украинская оперная певица (сопрано). Солистка Одесского национального академического театра оперы и балета. Заслуженная артистка Украины (2005), Народная артистка Украины (2016).

## Биография
Родилась 14 декабря 1959 года в селе Карпово, Раздельнянский район, Одесская область в семье Павла Антоновича и Галины Петровны Калиных. Большое влияние на её увлечение искусством оказала старшая сестра Валентина Давтян (Калина), драматическая актриса, которая работала в Армении.
Лариса сначала училась в Ереванской консерватории в классе Рузаны Багдасарян, а впоследствии в 1986 году окончила Одесскую консерваторию (класс Г. А. Поливановой).
С 1986 является солисткой Одесского национального академического театра оперы и балета. В 1988 году получила вторую премию на Международном конкурсе вокалистов им. Н. Лысенко в Киеве. Пела в Парижской национальной опере, в «Альберт-холле» (Лондон). Гастролировала в Австрии, Франции, Германии, Великобритании, Канаде.
С 2008 года — доцент (и. о. профессора) кафедры сольного пения Одесской национальной музыкальной академии имени А. В. Неждановой.
Муж — Сергей Тихонович Зуенко — певец (баритон), также работает в Одесской музыкальной академии.